# Атлантическая Луара
Атланти́ческая Луа́ра (фр. Loire-Atlantique, брет. Liger-Atlantel) — департамент на западе Франции, один из департаментов региона Пеи-де-ла-Луар. Порядковый номер — 44. Административный центр — Нант. Население — 1 429 272 человек (9-е место среди департаментов, данные 2019 г.).

## География и население
Департамент Атлантическая Луара граничит с департаментами Иль и Вилен, Морбиан, Мен и Луара и Вандея. Западной границей департамента является побережье Бискайского залива Атлантического океана. Площадь территории — 6880 км². На территории департамента в районе Сен-Назера самая длинная река Франции Луара впадает в Бискайский залив. Другие основные реки — Эрдр, Севр-Нантез, Шер, Жевр, Дон.
Департамент включает 3 округа, 31 кантон и 207 коммун.
Главными городами департамента являются Нант (309,4 тыс. чел, 2017 год), Сен-Назер (70,0 тыс. чел.), Сент-Эрблен (46,3 тыс. чел.), Резе (41,4 тыс. чел.), Сен-Себастьян-сюр-Луар (26,8 тыс. чел.), Орво (26,4 тыс. чел.), Верту (24,2 тыс. чел.).

## История
Атлантическая Луара — один из первых 83 департаментов, образованных во время Великой французской революции в марте 1790 г. До 1957 года назывался Внутренняя Луара. Департамент был образован на территории бывшей провинции Бретань и его границы были предметом сложных переговоров. Изначально департамент был разделен на девять дистриктов, которые в 1800 году были заменены пятью административными округами: Ансени, Шатобриан, Нант, Пэмбёф и Савене. В 1868 году центром бывшего округа Савене стал Сен-Назер. В 1926 году был упразднен округ Пэмбёф, а в 2017 году округа Ансени и Шатобриан объединены в округ Шатобриан-Ансени.
Региональная принадлежность департамента является предметом ожесточенных споров, не урегулированных до настоящего времени. Исторически Атлантическая Луара — один из пяти регионов области Бретань, таким образом традиционным языком департамента был галло, как и во всей Верхней Бретани; а на западе департамента, в области Геранд, говорили на бретонском вплоть до недавнего времени.
В 1941 году правительством Режима Виши были образованы регионы, и Внутренняя Луара вошла не в состав региона Ренн (который соответствует нынешнему региону Бретань), а в состав региона Анже (границы которого в основном соответствуют современному региону Пеи-де-ла-Луар). В 1955 году была проведена территориальная реформа, и по экономическим соображениям Внутренняя Луара вошла в регион Пеи-де-ла-Луар. Создание региональных префектур в 1964 году и новых регионов в 1982 году утвердило это разделение и придало ему легитимность.
В то же время в этот период значительно обострился вопрос бретонской идентичности, и правомерность передачи департамента региону Пеи-де-ла-Луар была поставлена под вопрос. В 1972 году Генеральный совет департамента Атлантическая Луара принял решение о присоединении к региону Бретань, которое было заблокировано региональными и национальными властями. В настоящее время, по данным различных опросов, довольно большое число жителей Атлантической Луары желают присоединения к региону Бретань (от 44 % в 1986 до 75 % в 2001 году).
Сторонниками присоединения департамента Атлантическая Луара к Бретани являются прежде всего националистические бретонские партии (Демократический бретонский союз, Бретонская партия) и отдельные политики всего политического спектра, от крайне левых до крайне правых. Периодически этот вопрос поднимается в отдельных коммунах и на уровне департамента, но любые действия в этом направлении пресекаются национальными властями — в частности, 14 декабря 2018 года Совет департамента принял решение о проведении референдума о присоединении Атлантической Луары к Бретани в четырёх бретонских департаментах и пяти департаментах региона Пеи-де-ла-Луар, но правительство его заблокировало.

## Экономика
Департамент Атлантическая Луара занимает десятое место во Франции по валовому внутреннему продукту на душу населения (33 500 евро, данные 2015 года)
Основу экономики департамента составляет сельское хозяйство, прежде всего виноградарство и растениеводство. Доля промышленности составляет 18 %; департамент является первым в стране в судостроении, четвёртым в аэронавтике и одним из основных в пищевой промышленности. В департаменте также находятся предприятия крупных компаний телекоммуникационного сектора, таких как Capgemini, Infotel и Ausy.
Структура занятости населения:
- сельское хозяйство — 2,2 %
- промышленность — 12,8 %
- строительство — 6,8 %
- торговля, транспорт и сфера услуг — 49,2 %
- государственные и муниципальные службы — 28,9 %

Уровень безработицы (2017 год) — 11,6 % (Франция в целом — 13,4 %). 

Среднегодовой доход на 1 человека, евро (2017 год) — 21 910 (Франция в целом — 21 110).

## Туризм
Департамент Атлантическая Луара привлекает туристов своими многочисленными историческими, культурными и природными достопримечательностями. Важным туристическим центром является столица департамента город Нант со своим историческим центром, средневековым замком бретонских герцогов, кафедральным собором Святых Петра и Павла, историческим Музеем Добре и Музеем изящных искусств, парком технических аттракционов Машины острова Нант. Порт Нанта — место швартовки круизных лайнеров.
В городах Шатобриан, Клисон, Ансени-Сен-Жереон, Блен сохранились средневековые замки. Вдоль главных рек Луары, Эрдра и Севр-Нантез расположены многочисленные замки и усадьбы, как средневековые, так и построенные в XVIII—XIX веках.
Любители пляжного отдыха не оставляют своим вниманием морские курорты — Ла-Боль-Эскублак, Порнише, Порник, Сен-Бревен-ле-Пен, Ла-Тюрбаль, Ле-Круазик привлекают их своими протяженными песчаными пляжами и обустроенной инфраструкторой.
На территории департамента расположено несколько примечательных природных объектов. На юге находится озеро Гран-Льё, одно из двух крупнейших озёр материковой Франции. На севере, в районе полуострова Геранд, находится уникальный природный заповедник, болото Гран-Бриер, жители которого отличается особым укладом жизни на многочисленных островах посреди большого водного пространства. С развитием эко- и этнотуризма интерес к Гран-Бриеру постоянно растет.

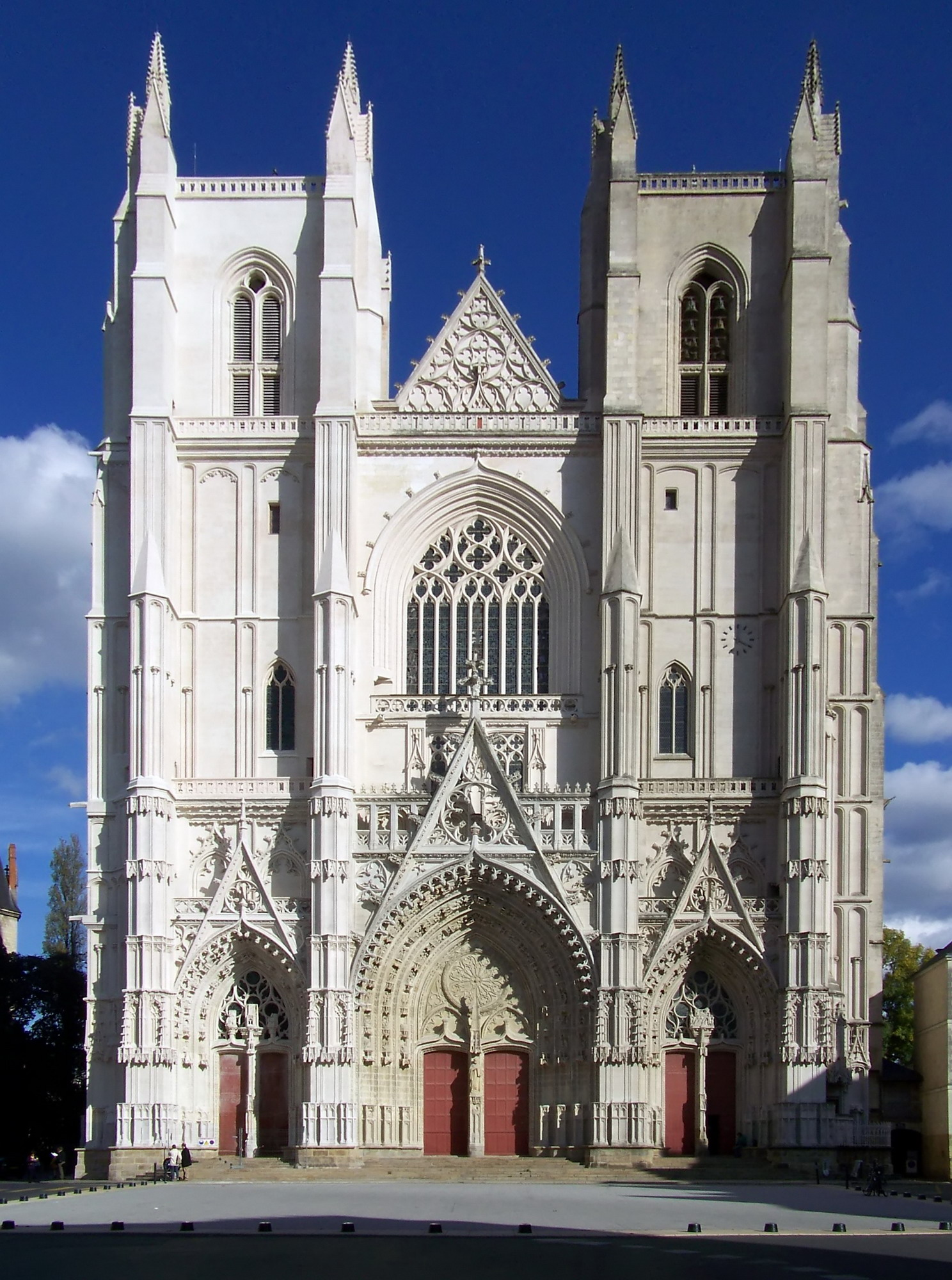
Кафедральный собор Нанта
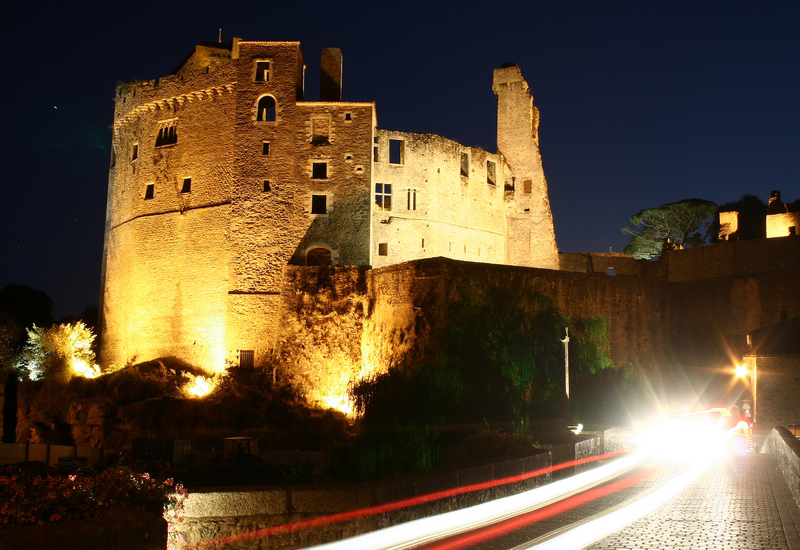
Шато Клисон
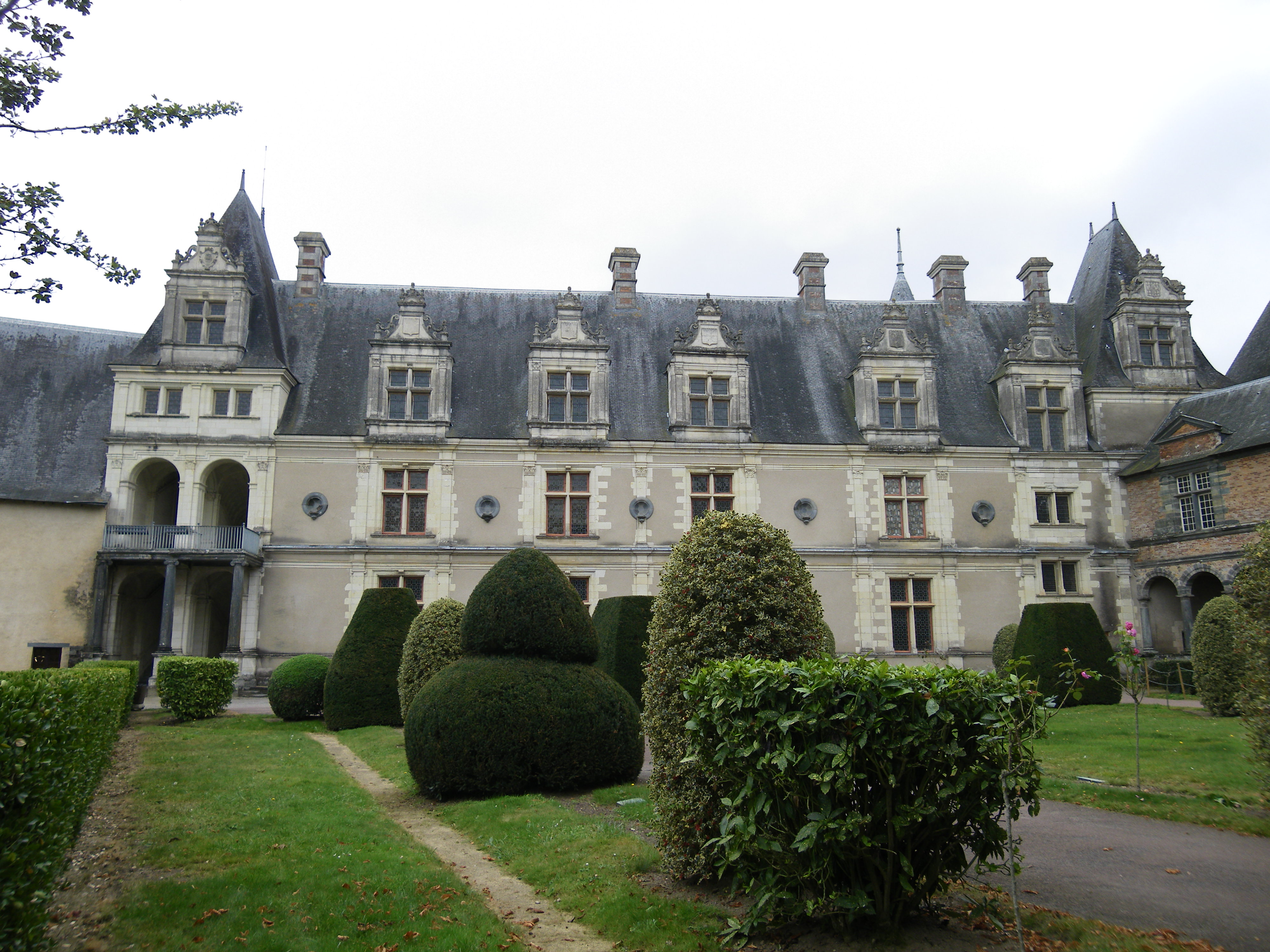
Шато Шатобриана
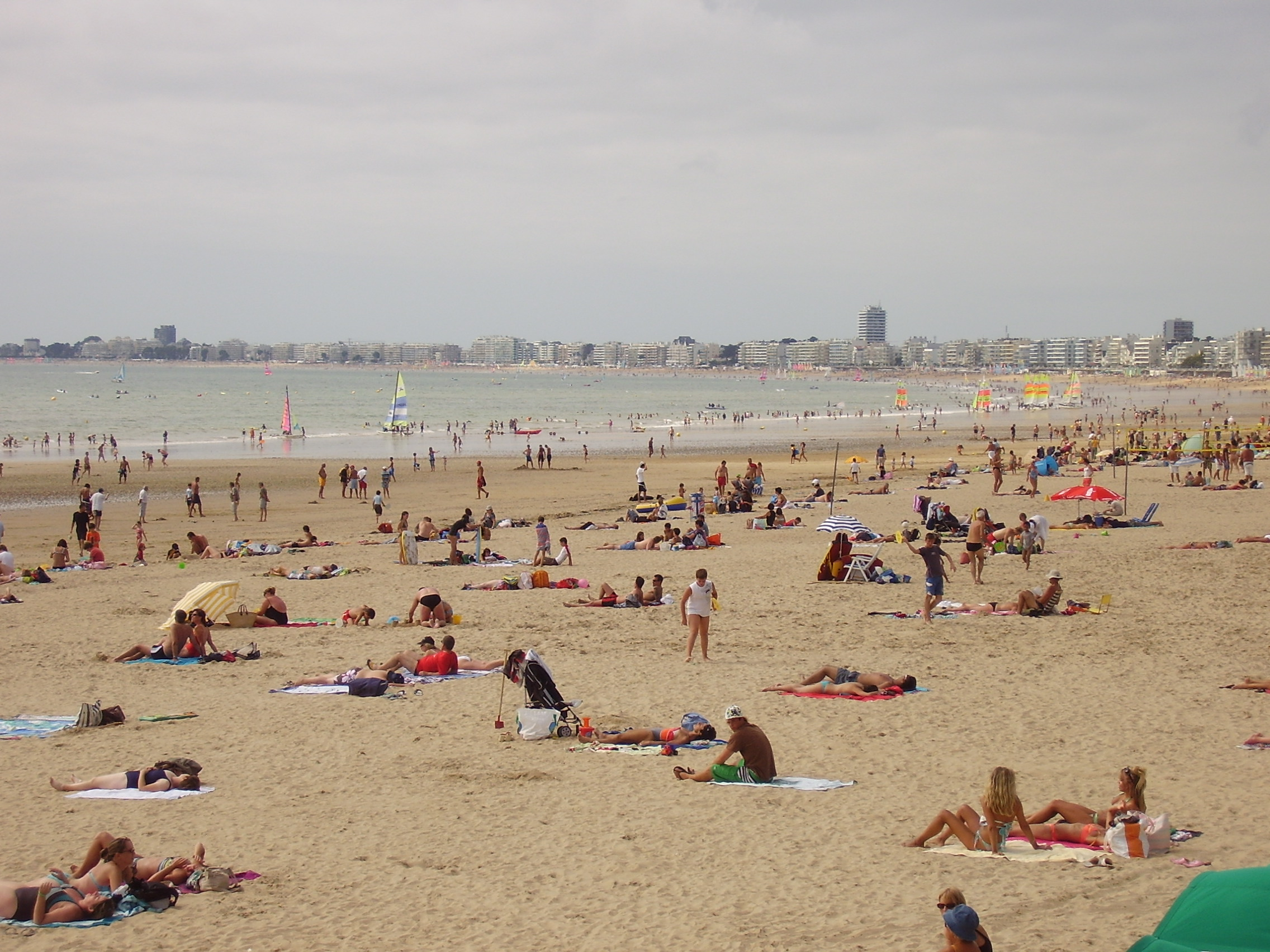
Пляж Ла-Боль-Эскублака
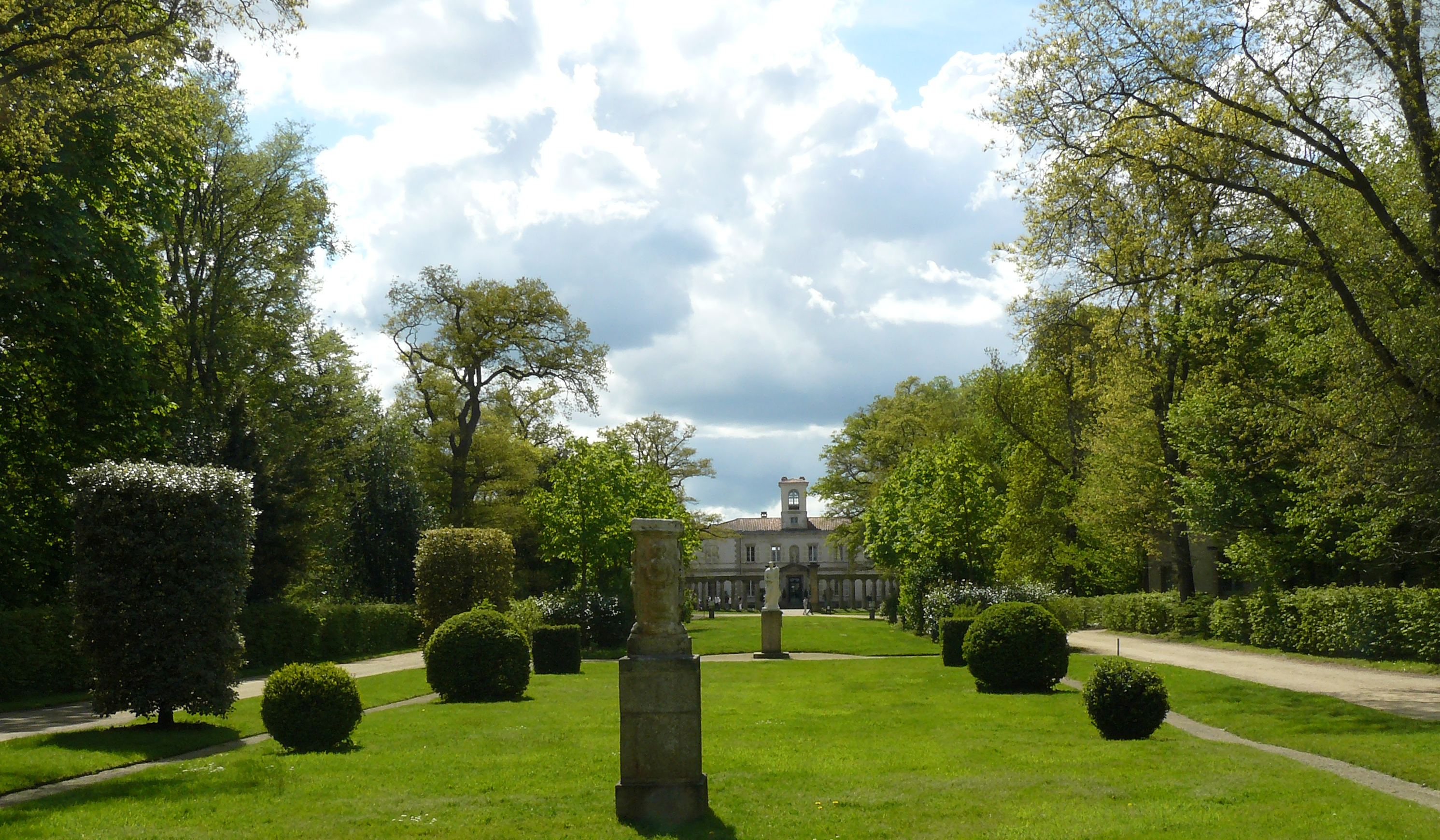
Парк Ла-Гарен Лемо
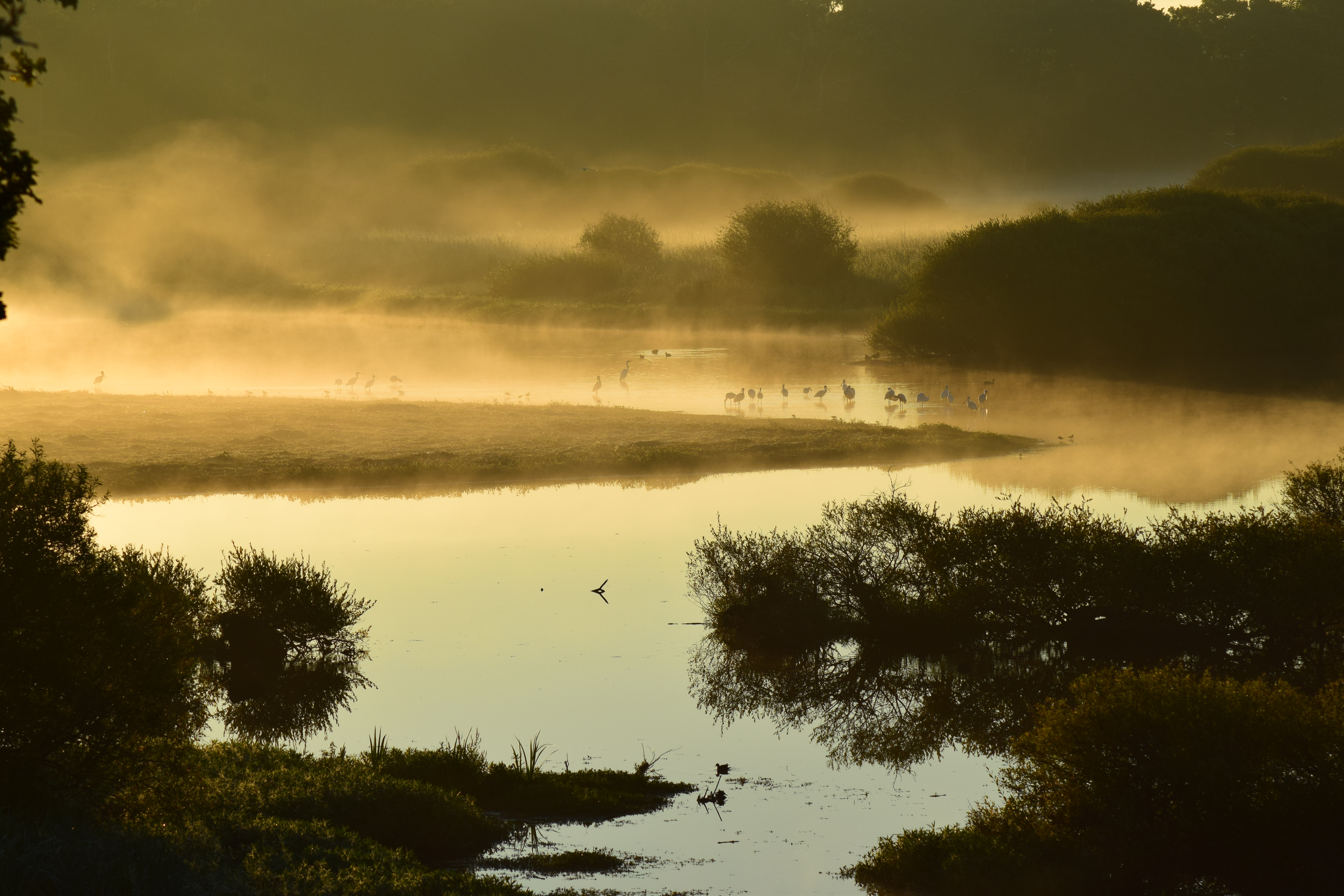
Озеро Гран-Льё
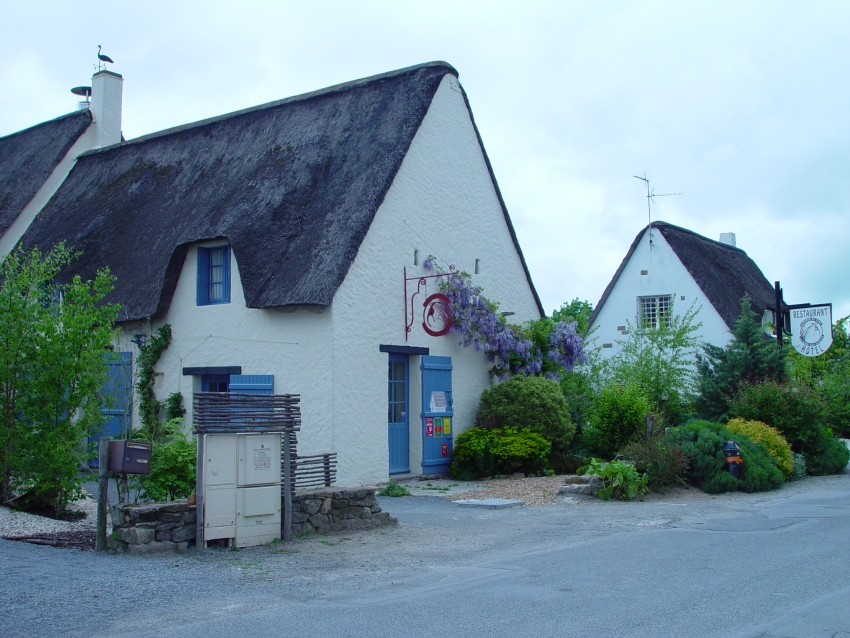
Отель в центре болота Гран-Бриер

## Политика
Результаты голосования жителей департамента на Президентских выборах 2022 г.:
1-й тур: Эмманюэль Макрон («Вперёд, Республика!») — 31,98 %; Жан-Люк Меланшон («Непокорённая Франция») — 23,43 %; Марин Ле Пен (Национальное объединение) — 16,91 %; Янник Жадо («Европа Экология Зелёные») — 7,49 %; Эрик Земмур («Реконкиста») — 5,33 %; Прочие кандидаты — менее 5 %.
2-й тур: Эмманюэль Макрон — 69,48 % (в целом по стране — 58,55 %); Марин Ле Пен — 30,52 % (в целом по стране — 41,45 %).

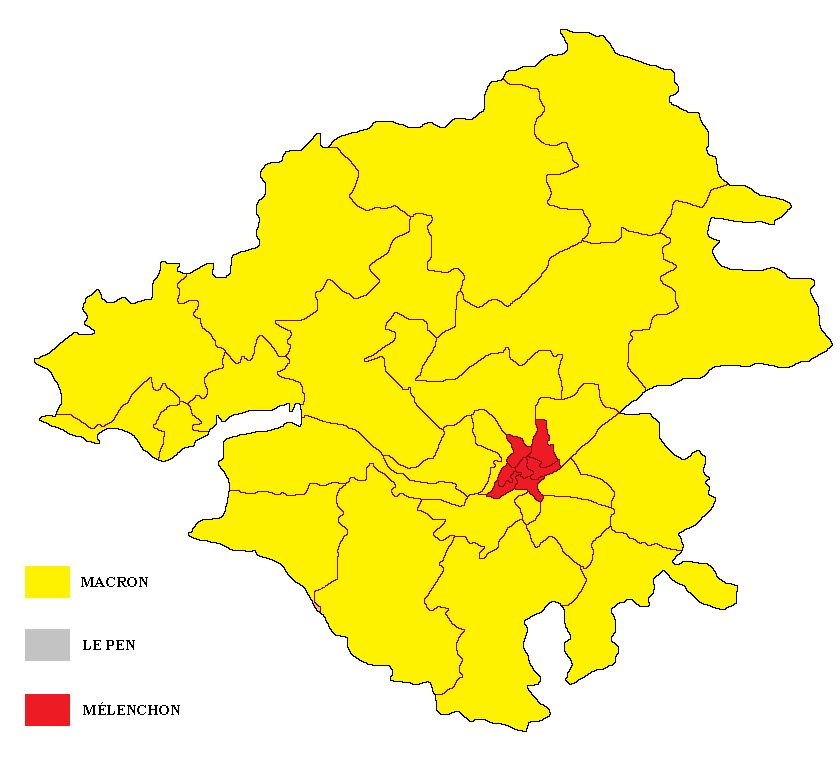
Президентские выборы 2022. Результаты 1 тура (по кантонам)
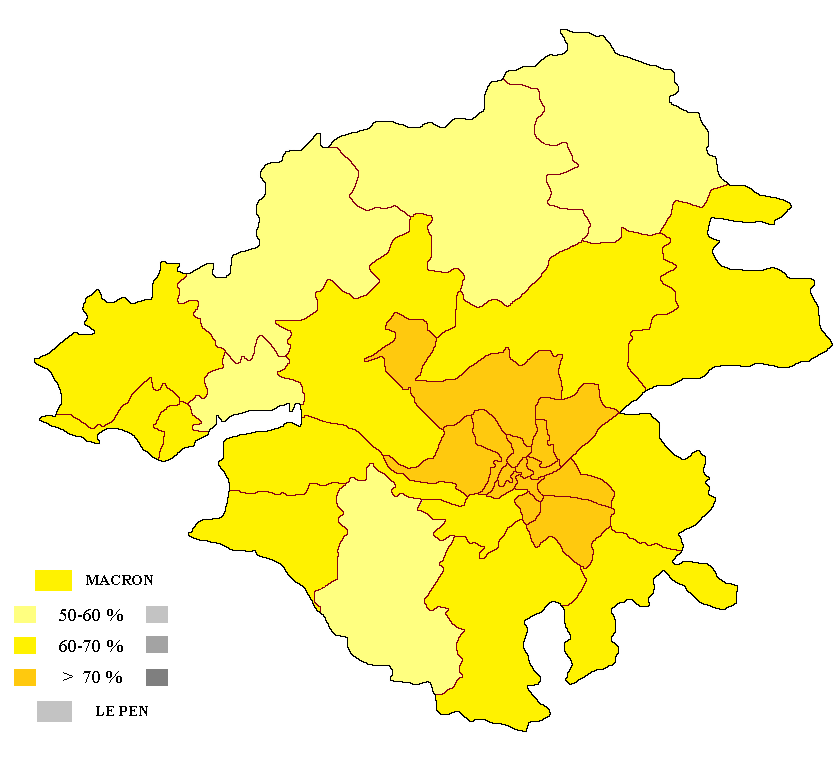
Президентские выборы 2022. Результаты 2 тура (по кантонам)
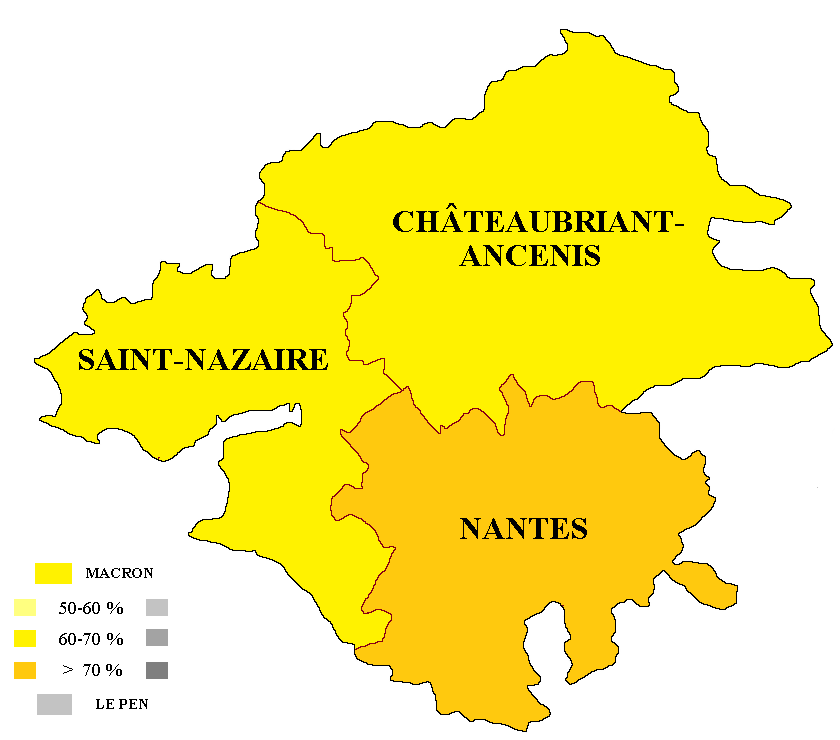
Президентские выборы 2022. Результаты 2 тура (по округам)

(2017 год — 1-й тур: Эмманюэль Макрон («Вперёд!») — 28,66 %; Жан-Люк Меланшон («Непокорённая Франция») — 21,98 %; Франсуа Фийон («Республиканцы») — 19,68 %; Марин Ле Пен (Национальный фронт) — 13,70 %; Бенуа Амон (Социалистическая партия) — 8,03 %. Прочие кандидаты — менее 5 %. 2-й тур: Эмманюэль Макрон — 77,17 % (в целом по стране — 66,10 %); Марин Ле Пен — 22,83 % (в целом по стране — 33,90 %)).
(2012 год — 1-й тур: Франсуа Олланд (Социалистическая партия) — 31,76 %; Николя Саркози (Союз за народное движение) — 26,07 %; Марин Ле Пен (Национальный фронт) — 12,18 %; Жан-Люк Меланшон (Левый фронт) — 11,65 %; Франсуа Байру (Демократическое движение) — 11,30 %. Прочие кандидаты — менее 5 %. 2-й тур: Франсуа Олланд — 56,35 % (в целом по стране — 51,62 %); Николя Саркози — 43,65 % (в целом по стране — 48,38 %)).
(2007 год — 1-й тур: Сеголен Руаяль (Социалистическая партия) — 29,77 %; Николя Саркози (Союз за народное движение) — 28,01 %; Франсуа Байру (Союз за французскую демократию) — 20,82 %; Жан-Мари Ле Пен (Национальный фронт) — 6,56 %. 2-й тур: Сеголен Руаяль — 52,85 % (в целом по стране — 46,94) %; Николя Саркози — 47,15 % (в целом по стране — 53,06 %)).
В результате выборов в Национальное собрание в 2022 г. 10 мандатов от департамента Атлантическая Луара распределились следующим образом: «Вперед, Республика!» — 3, «Непокорённая Франция» — 3, «Демократическое движение» — 2, «Европа Экология Зелёные» — 2. (2017 год — 10 мандатов: «Вперед, Республика!» — 9, «Демократическое движение» — 1. 2012 год — 10 мандатов: Социалистическая партия — 8, «Союз за народное движение» — 1, «Европа Экология Зелёные» — 1. 2007 год — 10 мандатов: СП — 5, СНД — 3, «ЕЭЗ» — 1, «Новый центр» — 1).
На региональных выборах 2021 года во 2-м туре победил объединенный блок «левых и зелёных» во главе с депутатом Национального собрания Матьё Орфеленом, получивший 41,93 % голосов,  второе место получил «правый блок» во главе с президентом Регионального Совета Пеи-де-ла-Луар Кристель Морансе — 40,40 %, третьими были «центристы» во главе с депутатом Национального собрания и бывшим министром Франсуа де Рюжи ― 8,95 %, четвертым ― Национальное объединение во главе с депутатом Европейского парламента Эрве Жювеном — 8,72 %. (2015 год: «левый блок» ― 45,23 %, «правый блок» — 39,16 %, Национальный фронт — 15,61 %).

## Совет департамента
После выборов 2021 года большинством в Совете департамента обладают левые партии. Президент Совета департамента — Мишель Менар (Michel Ménard) (Социалистическая партия).
Состав Совета департамента (2021—2028):
|                        | Партия                        | Кол-во мест            | +/- (к 2015 г.)        |
| Большинство: (36 мест) | Большинство: (36 мест)        | Большинство: (36 мест) | Большинство: (36 мест) |
| ---------------------- | ----------------------------- | ---------------------- | ---------------------- |
|                        | Социалистическая партия       | 15                     | -6                     |
|                        | Разные левые                  | 15                     | +7                     |
|                        | Европа Экология Зелёные       | 5                      | +4                     |
|                        | Экологическая политика        | 1                      | +1                     |
| Оппозиция (26 мест):   |                               |                        |                        |
|                        | Разные правые                 | 17                     | +1                     |
|                        | Республиканцы                 | 5                      | -4                     |
|                        | Союз демократов и независимых | 4                      | -1                     |